# Directiva de la Unión Europea sobre derecho de autor
La Directiva 2001/29/CE del Parlamento Europeo y el Consejo del 22 de mayo de 2001 sobre la armonización de ciertos aspectos del derecho de autor y derechos relacionados en la sociedad de la información de la Unión Europea, conocida comúnmente como Directiva de la Unión Europea sobre derecho de autor (o EUCD, del inglés European Union Copyright Directive) es una directiva europea que se transpone en el Tratado de la OMPI sobre Derecho de Autor de 1996.
Esta directiva altamente controvertida fue, en su momento, la medida aprobada por el Parlamento Europeo bajo mayor presión. En su forma final, incluye pocas excepciones a la exclusividad de los derechos. Como consecuencia, se considera generalmente como una victoria para los intereses de los titulares de derecho de autor (las principales compañías editoriales, cinematográficas, discográficas y de software) sobre los intereses de los usuarios (los cuales, durante el proceso de presión, fueron representados fundamentalmente por las bibliotecas y no por organizaciones de consumidores).
Esta directiva trata de armonizar el régimen de propiedad intelectual y de adaptar la protección de las obras de creación en la era digital. El artículo más importante, así como el más debatido, de esta directiva es el número 6. Este artículo prohíbe la acción de saltarse los sistemas de protección anti-copia, así como la distribución de herramientas y tecnologías para ello. La principal razón de la resistencia contra esta directiva es el hecho de que no hay referencia a limitaciones actualmente existentes de la propiedad intelectual, como el derecho a tener copias privadas. También, la protección no está limitada explícitamente a la propiedad intelectual. Así, la industria del ocio ahora puede dictar el uso más allá del alcance de cualquier sistema de regulación de la propiedad intelectual. En la práctica, esto ha generado CD protegidos que no pueden escucharse en el reproductor del coche o en el ordenador, así como DVD codificados regionalmente que no funcionan en reproductores de otras regiones. Además, aunque la introducción de la directiva menciona de forma específica que la protección no debería detener la investigación en criptografía, ello no se menciona en la ley propiamente dicha. Muchos detalles importantes no quedan especificados en la directiva, y, como resultado, los Estados miembros tienen una libertad significativa en determinados aspectos de su implementación.
A causa de la creciente conciencia pública de la importancia de la legislación sobre derecho de autor, el proceso de implementación no ha sido completamente predecible.
Estados miembros que (ya) han implementado la directiva:
- Alemania
- Austria
- Bélgica
- Chipre
- Dinamarca
- Eslovaquia
- Eslovenia
- España
- Estonia
- Finlandia
- Grecia
- Hungría
- Irlanda
- Italia
- Letonia
- Lituania
- Luxemburgo
- Malta
- Holanda
- Polonia
- Portugal
- Suecia
- Reino Unido
- Francia

- República Checa